# Татра T6A2
Татра T6A2 е модел четириосни трамваи, произвеждани в няколко разновидности в периода от 1988 до 1999 г. от „ЧКД“ в Прага, Чехия.

## Технически параметри
- Дължина (без съединител): 14.5 m
- Широчина: 2.2 m
- Височина: 3,110 m
- Тегло на празна мотриса: 18.3 t
- Максимален брой пътници: 149 / 134
  - седящи: 20 / 28
  - правостоящи: 129 / 106
- Максимална мощност: 4 х 45 kW
- Напрежение: 600 V DC
- Максимална скорост: 70 km/h

## Разпространение
От 1985 до 1999 г. са произведени 256 мотриси.

### България
| Град  | Тип            | Година на доставяне | Брой мотриси | Инвентарни номера                   | Междурелсие | Забележки                                                    |
| ----- | -------------- | ------------------- | ------------ | ----------------------------------- | ----------- | ------------------------------------------------------------ |
| София | T6A2B и T6A2SF | 1991–1999           | 57           | 3001–3040(T6A2B) 2041-2057 (T6A2SF) | 1009 мм     | Депо Банишора (Tatra T6A2B) и Красна поляна (Tatra T6A2B/SF) |

### Унгария
| Град  | Тип   | Година на доставяне | Брой мотриси | Инвентарни номера | Междурелсие | Забележки |
| ----- | ----- | ------------------- | ------------ | ----------------- | ----------- | --------- |
| Сегед | T6A2H | 1997                | 13           | 900 – 912         | 1435 мм     |           |

### Германия
| Град      | Тип   | Година на доставяне | Брой мотриси | Инвентарни номера | Междурелсие | Забележки                                                      |
| --------- | ----- | ------------------- | ------------ | ----------------- | ----------- | -------------------------------------------------------------- |
| Берлин    | T6A2D | 1988 – 1990         | 118          | 218 101 – 218 218 | 1435 мм     |                                                                |
| Дрезден   | T6A2D | 1985 – 1988         | 4            | 226 001 – 226 004 | 1450 мм     |                                                                |
| Лайпциг   | T6A2D | 1988 – 1991         | 28           | 1001 – 1028       | 1435 мм     |                                                                |
| Магдебург | T6A2D | 1989                | 6            | 1275 – 1280       | 1435 мм     | Закупени са мотриси от Шверин с инвентарни номера: 1281 – 1286 |
| Росток    | T6A2D | 1989 – 1990         | 24           | 601 – 624         | 1435 мм     |                                                                |
| Шверин    | T6A2D | 1989                | 6            |                   | 1435 мм     | Непосредствено след доставката са продадени всички мотриси.    |

Забележка: Това е резюме на нови мотриси, доставени директно от производителя.